# کوکاکولا هلنیک
کوکاکولا هلنیک (به انگلیسی: Coca-Cola Hellenic) شرکت نوشیدنی یونانی است، که به‌عنوان دومین شرکت تابعه بزرگ از شرکت کوکاکولا و برند کوکاکولا محسوب می‌شود.
شرکت کوکاکولا هلنیک، در ۲۸ کشور جهان دارای فعالیت (تولید نوشابه) بوده و بازارهای اصلی آن در کشورهای یونان، قبرس، ایرلند، ایرلند شمالی، اتریش، سوئیس، ایتالیا، لهستان و کشورهای حوزه دریای بالتیک، جمهوری چک، اسلوونی، اسلواکی، مجارستان و کرواسی به‌شمار می‌آیند.
بازارهای ادغامی و مشارکتی این شرکت، در روسیه، اوکراین، بلاروس، رومانی، مونته‌نگرو، ارمنستان، بلغارستان، صربستان، بوسنی و هرزگوین و نیجریه مستقر می‌باشند.
دفتر مرکزی این شرکت در حومه آتن و در شهر ماروسی، یونان قرار دارد و بخشی از سهام آن در بازارهای بورس نیویورک، بورس لندن و بورس آتن معامله می‌شود.